# Centro Ceremonial Otomí

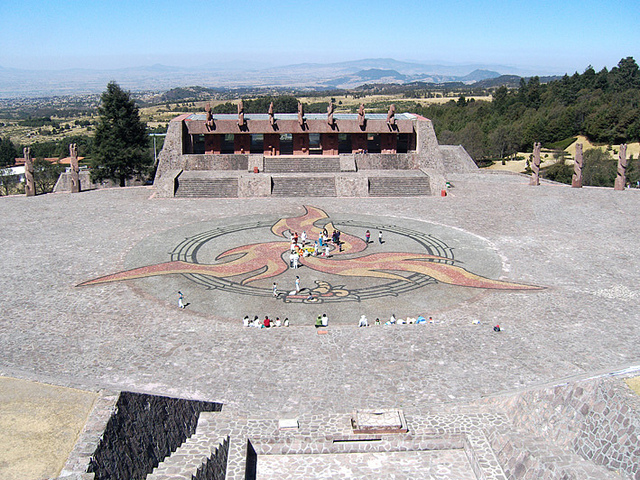
Parvis du Centro Ceremonial Otomí.

Le Centro Ceremonial Otomí est un centre cérémoniel de construction récente utilisé par les Otomis et situé sur la commune de Temoaya.
Il occupe une superficie de 45 hectares et a été inauguré en 1980.
Il a servi de décor aux films Permis de tuer de la saga James Bond (1989) et Heroico de David Zonana (2023).